# Релігійні війни у Франції
Релігійні війни у Франції — низка громадянських конфліктів між католиками, які складали більшість населення, і протестантською меншістю, що сповідувала кальвінізм.

## Передумови
У рамках Реформації, що відбувалася в Європі із середини XVI ст. відповідні процеси торкнулися й Королівства Франція. Тут переважно на півдні та заході країни почали з'являтися громади кальвіністів. Перші дії проти них застосовував ще король Франциск I.
Цю політику продовжив його син Генріх II. Ситуація стрімко погіршилася у зв'язку з поразкою Франції в Італійських війнах і укладанням Като-Камбрезького мирного договору в 1559 році. Численні загони професійних і водночас невдоволених солдатів та дворян поверталися додому. Їх із легкістю навертали до себе численні протестантські проповідники. Вже у 1559 році створюється Синод прес церкви. У 1561 році гугеноти нараховували 2 тисячі громад, куди входило близько 40 тисяч віруючих. При цьому більшість з них складали заможні купці та банкіри.

## Перебіг подій
Початком війни послужила різанина, яку влаштував у 1562 році один з лідерів католиків Франсуа де Гіз у місті Вассі. За цим почалися бойові дії, так звана Перша війна. Вона тривала до 1563 року. В цей час католики розбили гугенотів у битві при Дре у 1562 році.
У 1565 році Гізи уклали союз з Іспанією, спрямований проти гугенотів. Від іспанського короля Філіпа II католики головним чином отримували кошти. У свою чергу гугеноти спиралися на підтримку Англії та Пфальца.
У 1567 році розпочалася Друга гугенотська війна. Спочатку католики перемогли у битві при Сен-Дені, але згодом втратили перевагу. Зрештою у 1568 році було укладено новий мирний договір. Утім, невирішеність завдань обох сторін призвело до Третьої гугенотської війни. У 1569 році католики здобули низку важливих перемог, проте у 1570 році зазнали поразки при Арне-ле-Дюкі. Тому було укладено новий мир. Однією з його причин також було фактичне банкрутство королівської скарбниці, неможливість сплачувати виплати найманцям.
В цей час адмірал Гаспар де Коліньї вирішив, що зовнішня загроза повинна об'єднати обидві табори. Деякий час в цьому його підтримував король Карл IX. Вони планували напасти на Нідерланди, де на той час відбувалося повстання проти Іспанії. Коліньї й король бажали здобути реванш за поразку в Італійських війнах та успіхом проти зовнішнього ворога об'єднати країну. Водночас Іспанія почала тиск на королеву Катерину Медічі й католицьку партію щодо неможливості їхнього союзу з протестантами. До цього додалося впевненість Медічі та Гізів стосовно неможливості збройно протидіяти іспанцям. Тому вирішено було позбутися внутрішньої загрози для королівства — лідерів гугенотів. Для цього обрано привід весілля Маргарити Валуа та одного з лідерів гугенотів Генріха Наваррського. У 1572 році відбувається Варфоломіївська ніч — винищення гугенотів. Утім, план Медічі та Гізів зазнав змін. Після знищення протестантських лідерів на чолі із Гаспаром де Коліньї низка католицьких вождів на чолі зі старшиною Парижа розпочали різанину всіх гугенотів, які перебували у Парижі. Далі це перекинулося на інші міста Франції. В цілому вже відбувалася боротьба між провідними родами у кожному місті, які лише прикривалися релігійними догмами.
Варфоломійська ніч стала приводом для початку Четвертої релігійної війни. Спочатку армія католиків на чолі із Генріхом Анжуйським, майбутнім королем Генріхом III, розпочала облогу Ла-Рошелі, яка тривала до 1573 року. Зрештою невдачі змусили католиків укласти новий мир, який в цілому повторював попередні договори. Водночас формується група аристократів, що виступала за прояв поміркованості з обох боків задля країни. Вони отримали назву політики. Їх очолили представники роду Монморансі, які мали дуже сильні позиції як у центральній Франції, так й на півдні — у Лангедоку. З ними вимушені були рахуватися лідери гугенотів і католиків.
У 1574—1576 роках відбулася П'ята гугенотська війна, проте без наявного успіху якоїсь з сторін. У 1576 році король Генріх III з огляду на складне своє становище видав едикт щодо свободи віросповідання, окрім Парижа. Це викликало спротив католиків на чолі із Генріхом де Гізом — Шосту релігійну війну. У 1577 році остаточно сформувалася Католицька ліга, що ставила собі за мету знищення протестантів.
У цей час зі своїми амбіціями втрутився молодший брат короля (Монсиньйор) Франциск Алансонський і Анжуйський. У 1579 році розпочалася Сьома релігійна війна або «Війна Монсиньйора», яку Франциск розпочав у союзі з гугенотами. Щоб вдовольнити його амбіції, Катерина Медічі надала допомогу синові у завоюванні південних Нідерландів. Проте цей намір завершився цілковитою поразкою.
На деякий час ситуація в країні заспокоїлася. Втім вже у 1585 році розпочалася нова «Восьма релігійна війна» або «Війна трьох Генріхів» (Генріха III, Генріха де Гіза, Генріха Наваррського). У цей час війна релігійна дедалі більше нагадувала боротьбу за владу, за здобуття французької корони. У 1587 році Генріх Наваррський здобув перемогу при Кутра. Водночас збільшив свій вплив Генріх Гіз. У 1588 році проти короля повстав Париж, відбувся так званий день барикад. Генріх Гіз здобув майже повну владу, ставши фактичним королем. За Генріха III стояла лише невелика кількість міст. У цей час відбулися засідання Генеральних штатів у Блуа. Тоді ж король віддав наказ вбити Генріха Гіза та його брата кардинала. Після цього від короля відійшли всі, крім Генріха Наваррського. Водночас вбивством Гіза Генріх III фактично допоміг королю Наварри, усунувши найбільш здібного й небезпечного супротивника. У 1589 році у передмісті Парижа Сен-Клу — вбито самого Генріха III.
Після цього розпочинається боротьба Генріха Наваррського за корону. До 1598 року він зі змінним успіхом воює проти Католицької ліги на чолі з герцогом Маєнським, якого підтримувала Іспанія. Зрештою у 1594 році Генріх Наваррський входить до Парижу й коронується як Генріх IV. У 1598 році в Бретані укладено Вервенський мир з Іспанією та герцогом Меркером (останнім лідером католиків). Того ж року новий король під тиском колишніх своїх соратників-гугенотів видає Нантський едикт, що гарантував гугенотам свободу віросповідання і 200 безпечних міст.
Однак це виявилося тимчасовою поступкою з боку католиків. Поступово колишній лідер гугенотів Генріх IV став підтримувати католиків, запросив єзуїтів. Цю справу продовжив його син Людовик XIII разом із кардиналом Рішельє, які знищили у 1620-х роках військовий вплив гугенотів на півдні.
Остаточний край поклав онук Генріха IV — Людовик XIV, який у 1685 році скасував Нантський едикт.